# 体感トラベルA
『体感トラベルA』（たいかんトラベルエー）は、2000年10月12日から2001年3月29日までテレビ愛知で放送された紀行番組。放送時間は毎週木曜 25:15 - 25:45 (JST) 。

## 概要
日本国外の様々な観光地を現地の撮影映像とともに紹介していた番組である。
番組の流れは非常にゆったりとしていて、現地でマリンスポーツなどに興じる人々を映したVTRを中心に構成。そして、その合間合間に現地のグルメや宿泊施設、現地までの交通手段などを紹介するのが基本的な流れだった。放送初期には、日帰りで行くハワイネイチャーツアーや同・カヤックツアーなどの特集を組んでいた。製作はテレビ愛知のほか、旅行代理店各社が携わっていた。
なお、この番組は新聞テレビ欄においては番組名がフルで掲載されたことはなく、毎回単に「トラベル」とだけ表記されていた。テレビ愛知公式サイト内の番組表でも「トラベルA」とだけ表記されていた。
| テレビ愛知 木曜25:15枠                                   | テレビ愛知 木曜25:15枠                   | テレビ愛知 木曜25:15枠                |
| 前番組                                                   | 番組名                                   | 次番組                                |
| -------------------------------------------------------- | ---------------------------------------- | ------------------------------------- |
| 出動!ミニスカポリス （25:15 - 25:45、木曜24:45枠へ移動） | 体感トラベルA （2000年10月 - 2001年3月） | シスター♥プリンセス （25:15 - 25:45） |